# 알바니아 U-21 축구 국가대표팀
알바니아 U-21 축구 국가대표팀(알바니아어: Kombëtarja shqiptare nën-21 e futbollit)은 알바니아를 대표하는 21세 이하의 축구 국가대표팀으로, 알바니아의 축구 관리 기관인 알바니아 축구 협회의 관리를 받는다. 1984년 UEFA U-21 축구 선수권 대회에 참가해 8강에 진출했다.